# Иосиф (Хвабулов)
Архиепи́скоп Ио́сиф (в миру Ио́сиф Тама́зович Кобулашви́ли, в русском написании Хвабулов, также по тогдашней традиции носил фамилию по занимаемой кафедре — Самебе́ли, груз. სამებელი; сентябрь 1676, Кахетия — 1 сентября 1750, Саратов) — епископ Грузинской православной церкви, архиепископ Самебельский и Цилканский, затем епископ Русской православной церкви, епископ Корельский и Ладожский, викарий Новгородской епархии.
Организатор издательской деятельности на грузинском языке, один из видных представителей грузинской диаспоры в России в первой половине XVIII века.

## Биография
Получил хорошее образование, о чём свидетельствуют его последующая литературная деятельность и работа над текстом Библии, состоявшая в сравнении грузинского перевода с текстами на древнееврейском, греческом и сирийском языках.
Неизвестно, когда и где принял монашеский постриг и был рукоположен в сан священника. В конце XVII века стал настоятелем монастыря Шиомгвиме.
В 1705 году (по некоторым данным, в 1709) католикос-патриарх Восточной Грузии Доментий IV (Багратиони) хиротонисал его во епископа и назначил на Самебскую кафедру, которую возглавлял более 15 лет. Многое сделал для возрождения кафедрального центра просвещения и культуры епархии — Кацаретского Троицкого монастыря близ села Хашми. В монастыре получали начальное образование крестьянские дети из близлежащих сёл. Регулярно объезжал епархию, проповедовал и беседовал с крестьянами об истории Грузинской церкви о грузинской литературе и т. д.
В 1730 году был выкуплен русским правительством из плена y лезгин, приехал в Москву и 29 августа 1733 года получил от Св. Синода разрешение «отправлять по церковному чиноположению священнослужения» в Москве.
13 марта 1734 года вместе с выехавшим из Грузии митрополитом Романом причислен в штат на места умерших в Москве грузинских владык; жалованья им было назначено по 150 рублей в год и хлеба по пяти пудов на день.
15 мая 1734 года повелено архиепископу Иосифу быть в Новгороде при архиепископе Феофане Прокоповиче адъютором, то есть «помощным архиереем или наместником и в Юрьеве монастыре иметь власть и титлу архимандрическую». При отъезде в Новгород в августе того же года ему была вручена копия с составленной и собственноручно написанной Феофаном Прокоповичем и утверждённой Святейшим Синодом инструкции под заглавием: «Oпределение дела и пребывания, також и удовольствования преосвященному архиепископу Иосифу, наместному нам в епархии нашей споспешнику». В обязанности архиепископа Иосифа, не получившего никакого титула, входило рукоположение присылаемых к нему ставленников и совершение богослужений. Поскольку архиепископ не знал русского языка, он был крайне удобен для подозрительного Феофана Прокоповича.
В марте 1736 года Феофан вручил ему полную власть в Юрьеве монастыре, отменив те ограничения, которые были сделаны в инструкции. Архиепископ Иосиф погребал Феофана Прокоповича и был оставлен для совершения архиерейских богослужений в Новгороде после смерти последнего.
16 ноября 1737 года просил Святейший Синод о прибавке содержания, а кроме того — «об отпуске в Москву для излечения от болезни и печатания на грузинском языке его литературного труда (какого именно, он в прошении не упоминает), предпринятого им для распространения религиозного просвещения Грузии». Не получив разрешения от Святейшего Синода, он лично просил Императрицу Анну Иоанновну о том же, за что ему был сделан в собрании Св. Синода выговор чрез переводчика.
В 1737 году вместе с Христофором Гурамишвили в Санкт-Петербурге при Академии наук создал первую грузинскую типографию в России.
9 октября 1740 года отпущен из Юрьева монастыря в Москву для священнослужения. 16 октября он был определён архимандритом Московского Знаменского монастыря с жалованьем в тысячу рублей. Указом Св. Синода от 9 января 1741 г. он назначался настоятелем этой обители, но вскоре, 7 сентября того же года, его почему-то освободили от занимаемой должности. Известно, что монастырские дела он подписывал по-грузински. В 1743 году по поручению царевича Бакара, участвовал в исправлении и печатании Библии на грузинском языке.
Проживал он впоследствии на подворье Пафнутьева монастыря в Москве, при этом денежное содержание ему не выплачивалось. 3 декабря 1749 года императрица Елизавета Петровна удовлетворила его прошение об увольнении на покой в Крестовоздвиженский монастырь города Кизляра. В 1750 году освятил Храм Великомученика Георгия Победоносца в Грузинах в Москве.
Скончался архиепископ Иосиф 1 сентября 1750 года в Саратове, погребён был в Астрахани в соборе.